# 八幡神社 (酒田市市条)
八幡神社（はちまんじんじゃ）とは、山形県酒田市市条にある神社である。旧称一条八幡宮、これにちなんで一条八幡神社とも呼ばれる。酒田市旧八幡町はこれに由来する。

## 祭神
主祭神
応神天皇
仲哀天皇
神功皇后
配祀
建御名方神
甕速日神
経津主神
武甕槌神
樋速日神
菅原道真

## 由来
八幡神社（旧称：一条八幡宮）は、出羽山地より流れ出た荒瀬川が、庄内平野に向かって開ける市条地区に所在する。市条の名は、条里制に由来する。
一条八幡宮の創建は、元慶元年（877年）に、出羽国国司藤原朝臣により、蝦夷討伐を祈願して、石清水八幡宮から勧請されたことに始まる(小野篁による勧請とも)。建立当時の出羽国府「城輪柵」に近く、出羽国府宮(総社)ではなかったかと推定されているが、諸説あり、いまだ断定はされていない。
清和源氏の崇敬により、八幡信仰が全国的に伝播するようになると、一条八幡宮は、代々の国司、郡司、民衆の信仰を集めるようになった。室町時代の永享年間には、神社周辺に堀を廻らして荒瀬川の水を引き、寄進された周囲の田畑への灌漑を行った。
戦国時代には最上義光、江戸時代には庄内藩主酒井家や酒田の豪商本間家から寄進を受けた。
明治9年（1877年）、県社に列せられる。

## 境内
- 鳥居
- 本殿
- 拝殿
- 摂社
  - 加茂神社
  - 祖霊社